# Flavio Dalle Mule
Flavio Dalle Mule (21 luglio 1912 – 16 febbraio 2000) è stato un avvocato e politico italiano.

## Biografia
Flavio Dalle Mule è figlio di Antonio, antifascista ed assessore socialista al bilancio nelle giunte Lante (1921-1922, 1946-1951) e Barcelloni Corte (1951-1955).
Avvocato (laureato a Ferrara negli anni trenta), è tra i fondatori del Partito d'Azione bellunese, che rappresenta nel CLN.
Eletto in consiglio comunale nel 1951, in quota PSDI, nove anni dopo ricopre il primo ruolo in giunta, come vice di Adriano Barcelloni Corte.
Dopo un lungo periodo di instabilità politica, è eletto sindaco di Belluno nel febbraio 1974.
Prevale, con i voti di PCI, PSI, PSDI e PRI, sul democristiano Giuseppe Viel. Si tratta della prima amministrazione di sinistra dopo 23 anni.
Il suo mandato dura solo un mese, quando a succedergli è proprio Viel.
Tra il 1976 e il 1979, torna a ricoprire il ruolo di vicesindaco, nella giunta di Romolo Dal Mas. L'anno successivo, dopo quasi trent'anni, lascia il consiglio comunale del capoluogo.